# Sint-Gummaruskerk (Wagenberg)
De Sint-Gummaruskerk is een rooms-katholieke driebeukige neogotische kruiskerk aan de Dorpsstraat 56-58 in Wagenberg in de Nederlandse provincie Noord-Brabant.
De kerk heeft een voorganger gehad: In 1796 kreeg men toestemming tot de bouw van Eene Kerk en Pastorij tot uitoefening van den Roomschen Catholijken godsdienst. Het was een eenvoudig rechthoekig gebouw, dat in 1816 een toren kreeg. In 1856 werd een pastorie bijgebouwd. Architect was P.J. Soffers.
De huidige kerk is ontworpen door Petrus Johannes van Genk. Ze werd gebouwd tussen 1903 en 1904 en in 1904 in gebruik genomen. De kerk heeft een 67 meter hoge kerktoren met spits. Het is een rijksmonument.
In het neogotische interieur vindt men onder andere de Mariakapel en de Barbarakapel. Er zijn diverse altaren en beelden. Ook zijn er gebrandschilderde ramen.
In 2010 begon men met de restauratie van deze kerk.